# ヤマハ・キュート
ヤマハ・キュート (Cute) は、ヤマハ発動機が販売していたスクータータイプの原動機付自転車である。1984年6月発売、現在は既に生産を終了している。

## 概要
「パッソルII」の後継モデルにあたり、女性層をメインターゲットとして開発された。前後8インチサイズのタイヤを採用し、車両重量は乾燥で39kg（標準型）と軽量であった。また、セルスターターが全グレードに標準装備され、キック機構が排除された。

搭載されるエンジンは、新設計の片持ちクランク方式で最高出力4.0psを発揮する空冷2サイクル単気筒。駆動方式はパッソル系のオイルバス式チェーンドライブではなくVベルトによるオートマチックを採用していた。
グレードは標準型の「デラックス」と、キー付きフロントトランク装備した「カスタム」の2種類。当時のメーカー希望小売価格はデラックスで79,800円、カスタムで89,800円であった。